# شاهرخ ضرغام
شاهرخ ضرغام (اول دی ۱۳۲۸، تهران - ۱۷ آذر ۱۳۵۹، آبادان) یکی از فرماندهان جنگ ایران و عراق است که در منطقه شمال آبادان کشته شد. وی همچنین سابقه دعوت به اردوی تیم ملی کشتی فرنگی را نیز داشت.
وی پیش از انقلاب به جاهل مآبی و لات گری معروف بود و در کاباره کار می‌کرد. در چند مسابقهٔ کشوری کشتی مقام آورد. در ۱۷ آذر ۱۳۵۹ در عملیات آزادسازی جاده آبادان به ماهشهر کشته شد. در ادبیات جمهوری اسلامی از وی بعنوان «حرّ انقلاب» (اشاره به حر ریاحی از یاران حسین بن علی) نام برده می‌شود.

## زندگی‌نامه
وی از کودکی از جثه‌ای قوی برخوردار بود یک‌بار آموزگارش توی گوشش زد و او هم او را کتک زد و اخراج شد.
از آن پس به پیگیری ورزش کشتی پرداخت. مادرش در جوانی با محمد کیان‌پور کارمند راه‌آهن ازدواج کرد که برای کار با هم به آبادان رفتند، در آن‌جا شاهرخ با محراب شاهرخی فوتبالیست خوزستانی دوست شد و پس از سه سال که به تهران برگشتند سراغ کشتی رفت و تا سال ۱۳۵۵ درگیر کشتی بود.

### کشتی
او هیکل درشتی داشت، در نخستین حضور مسابقات کشتی فرنگی قهرمان جوانان تهران دستهٔ صد کیلو شد و سال ۱۳۵۰ در دستهٔ فوق‌سنگین جوانان کشور قهرمان شد. در مسابقات کشتی آزاد تهران نیز نایب‌قهرمان شد. بعد نیز در سال‌های بعد نایب‌قهرمان کشتی فرنگی بالای صد کیلوی کشور شد. در مسابقات کشتی سامبو قهرمان جوانان تهران در دستهٔ‌سنگین‌وزن شد.
وی همچنین به کار در کاباره اشتغال داشت.

## پس از انقلاب و جنگ
شاهرخ در ایام منتهی به پیروزی انقلاب اسلامی به انقلابیون پیوست. در درگیری‌های برارعزیز و سقز در استان کردستان، درگیری‌های لاهیجان، خوزستان با گروه خلق عرب، قصرشیرین فرماندهی دسته (ارتش) و گروهان‌های داوطلب را بر دوش داشت. در جنگ فرمانده گروهان دستهٔ پیشرو از گروهان فدائیان اسلام بود.

## کشته شدن
شاهرخ ضرغام در ۱۷ آذر ۱۳۵۹ و در عملیات پاک‌سازی جادهٔ آبادان-ماهشهر گلولهٔ تیربار تانک به سینه‌اش خورد و کشته شد.